# Wiesznie
Wiesznie (biał. Вешняе; ros. Вешнее) – wieś na Białorusi, w obwodzie witebskim, w rejonie dokszyckim, w sielsowiecie Porpliszcze.
Dawniej stosowana nazwa – Wiesznia, Wierzchnie.

## Historia
W czasach zaborów wieś leżała w gminie Sitce, w powiecie wilejskim w guberni wileńskiej Imperium Rosyjskiego.
W dwudziestoleciu międzywojennym wieś leżała w Polsce, w województwie wileńskim, w powiecie duniłowickim, od 1926 w powiecie dziśnieńskim, w gminie Porpliszcze.
Według Powszechnego Spisu Ludności z 1921 roku zamieszkiwało tu 207 osób, 3 było wyznania rzymskokatolickiego, 204 prawosławnego. Jednocześnie 200 mieszkańców zadeklarowało polską przynależność narodową, 7 białoruską. Było tu 35 budynków mieszkalnych. W 1931 w 41 domach zamieszkiwały 222 osoby.
Wierni należeli do parafii rzymskokatolickiej w Dzierkowszczyźnie i prawosławnej w Porpliszczach. Miejscowość podlegała pod Sąd Grodzki w Dokszycach i Okręgowy w Wilnie; właściwy urząd pocztowy mieścił się w Porpliszczach.
Po agresji ZSRR na Polskę w 1939 roku wieś znalazła się w granicach BSRR. W latach 1941–1944 była pod okupacją niemiecką. Następnie leżała w BSRR. Od 1991 roku w Republice Białorusi.